# Stufa a combustibile liquido

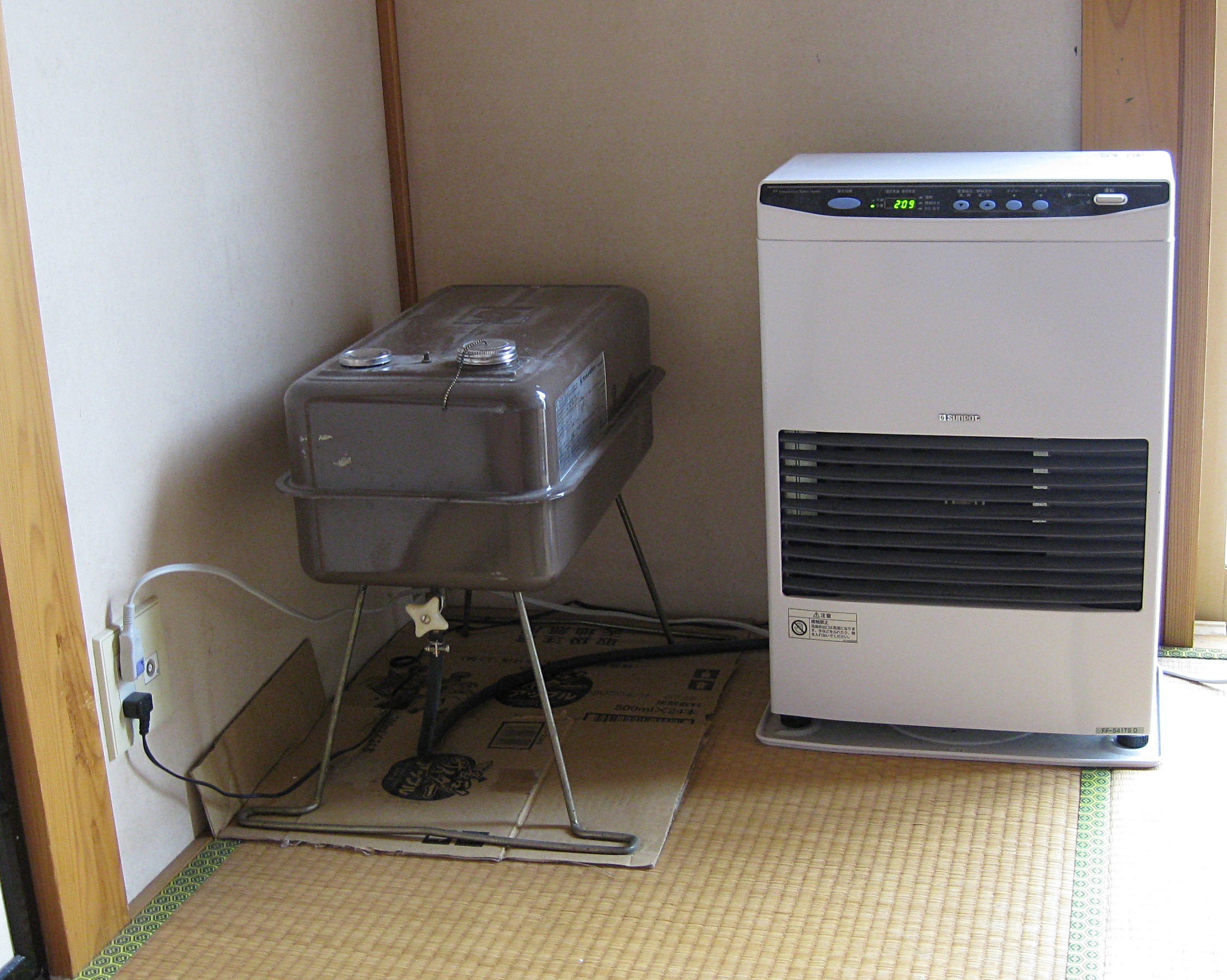
Una stufa elettrica a cherosene con sistema di ventilazione fissata a muro, dotata di comandi digitali e serbatoio per il combustibile separato

La stufa a combustibile liquido è una stufa per il riscaldamento di un ambiente che funziona utilizzando i combustibili liquidi. A seconda del modello può funzionare con il cherosene, con l'isoparaffina, con gli idrocarburi, con l'n-paraffina, con il petrolio e così via. Da non confondere con la stufa a gas, in quanto è un altro sistema di riscaldamento per gli ambienti. Una versione avanzata ed ecologica della stufa è la stufa a bioetanolo.

## Funzionamento

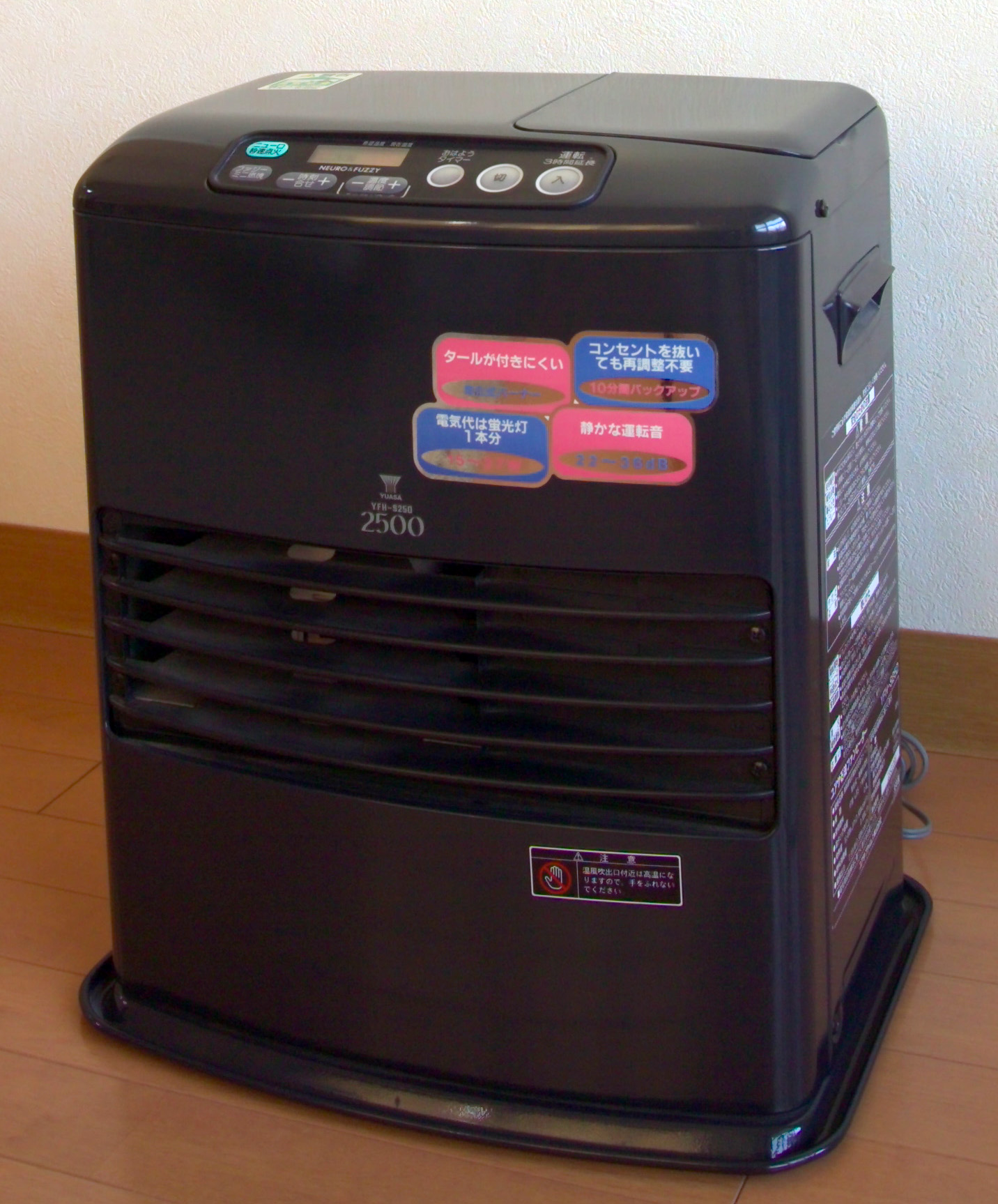
Una stufa elettrica portatile a cherosene con comandi digitali e sistema di ventilazione

La stufa è dotata di un serbatoio per il liquido del combustibile, di un bruciatore a doppia camera di combustione, di una candeletta ad incandescenza con sistemi di sicurezza comandabile con una manopola per regolare l'intensità della fiamma. Nuovi modelli sono dotati di un sensore di combustione, comandi digitali, di un sensore per l'anidride carbonica e di un sistema di ventilazione composto da una o più ventole per accelerare la circolazione dell'aria calda nell'ambiente. Nelle stufe dotate di sistema inverter, si mettono in evidenza le prestazioni sul riscaldamento, le potenzialità sui consumi e sul risparmio energetico. A seconda della capacità del serbatoio, il consumo del combustibile è alto o basso, compresa la sua durata. La stufa funziona con la corrente elettrica, ad eccezione per quella definita a stoppino a combustibile liquido, che non necessita della corrente elettrica. A seconda del modello il serbatoio può essere separato, ma collegato con dei tubi all'apparecchio. Infine questo tipo di stufe non necessita di canna fumaria.

## Odore che viene emanato

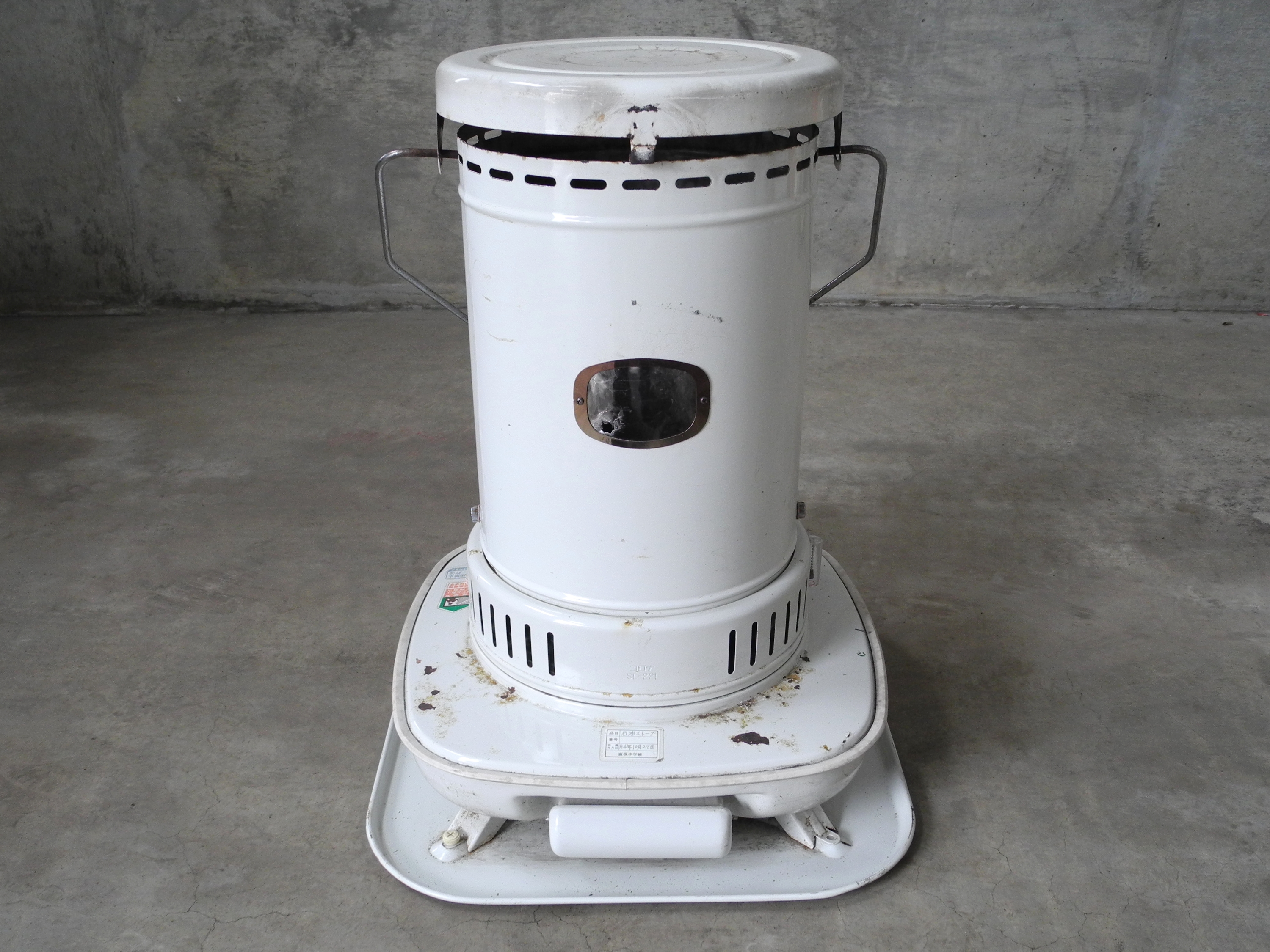
Un modello giapponese di stufa a cherosene

L'odore che si presenta durante l'accensione e lo spegnimento della stufa, dipende dalla qualità del combustibile e/o da un dispositivo presente o meno nella stufa.

## Stufa a bioetanolo

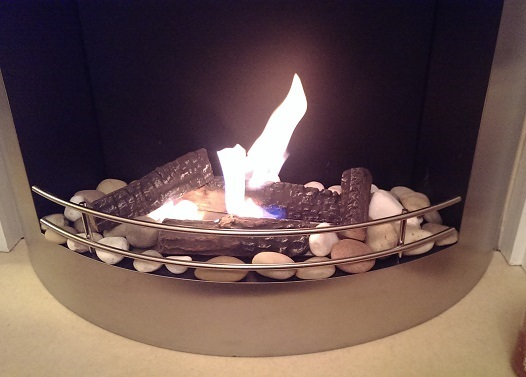
Una stufa a bioetanolo

Una tecnologia avanzata ed ecologica è la stufa a bioetanolo, funzionante con il bioetanolo, un combustibile liquido ecologico, sicuro e non tossico rispetto a quelli tradizionali. Questa stufa è chiamata anche Biocamino, per via della sua forma. Anche questa stufa non necessita della canna fumaria.

## Rischi

### Precauzioni
Evitare sempre il contatto con l'acqua in quanto è molto pericoloso ed è spesso la causa di incidenti domestici, anche mortali.

## Vantaggi e svantaggi

### Vantaggi
La stufa a liquido isoparaffinico è molto sicura perché non produce monossido di carbonio ma solo anidride carbonica e vapore acqueo. Se si utilizza invece la versione a stoppino a combustibile liquido, si ha il vantaggio di non dover usare l'elettricità, in quanto non necessita della corrente elettrica, non solo per avere un risparmio sulla bolletta della luce, ma se succede un black-out o salta la corrente per sovraccarico, questa rimane accesa. Infine queste stufe non necessitano della canna fumaria. 

### Svantaggi
Se si esaurisce il liquido combustibile contenuto nel serbatoio, la stufa perde potenza fino a spegnersi. Perciò nel caso in cui il liquido si stia esaurendo, bisogna riempire il serbatoio per poterla far funzionare normalmente. Inoltre, a differenza della versione a stoppino a combustibile liquido,  le altre versioni della stufa funzionano con la corrente elettrica, per cui nella valutazione dei consumi del combustibile, è necessario conteggiare anche il consumo elettrico dell'impianto. Infine se succede un black-out o salta la corrente per sovraccarico, non si può usufruire di questo sistema avanzato di riscaldamento. L'installazione senza canna fumaria richiede aperture permanenti nelle pareti per consentire l'immissione di aria per la combustione e l'espulsione dei gas combusti. Queste aperture fanno diminuire il rendimento del sistema perché immettono aria fredda nella stanza che si vuole riscaldare. Da notare poi che la combustione, producendo vapore acqueo, aumenta l'umidità assoluta all'interno dei locali.